# Muroise FC
ASE Muroise Football Club is een Franse voetbalclub uit Saint-Bonnet-de-Mure. De club werd opgericht in september 1967. De thuisbasis van Muroise FC is het Stade Tony Galan. De traditionele uitrusting van Muroise FC bestaat voornamelijk uit een oranje-zwart tenue. ASE Muroise FC is onderdeel van ASE Muroise, die naast voetbal ook de sporttakken basketbal en petanque heeft.

## Algemeen
De voetbalclub vertegenwoordigt twee gemeenten. Het sportcomplex is gevestigd in de gemeente Saint-Bonnet-de-Mure, maar de club heeft ook speelvelden in het naastgelegen Saint-Laurent-de-Mure, waar tevens het bestuur gevestigd zit.
De vereniging heeft een jeugd-, dames-, recreanten-, veteranen- en seniorenafdeling. Het autonome recreantenelftal wordt in de lokale volksmond ook wel Grenay genoemd, vanwege de keuze in het verleden haar thuiswedstrijden in die gelijknamige gemeente te spelen. Het tenue van Muroise FC bestaat uit een oranje shirt en een zwarte broek.
Bij aanvang van het seizoen 2021/22 veranderde de club haar naam van Muroise Foot naar Muroise Football Club.

## Prestaties en resultaten

### Bekervoetbal
Muroise FC neemt jaarlijks deel aan de Coupe de France, het Franse bekertoernooi voor voetbalteams. Dit toernooi wordt georganiseerd door de nationale voetbalbond FFF. Hoewel de club een enkele maal haar bekerwedstrijden weet te winnen, kan het mede door deelname van de profclubs en grote amateurclubs tot heden geen hoge ogen gooien in het nationale bekertoernooi. Muroise FC wist als beste resultaat in haar historie de derde ronde te behalen.
Ook neemt de club deel aan de Coupe du Rhône, een minder belangrijke beker in het Franse voetbalsysteem. Dit bekertoernooi, dat georganiseerd wordt door de regionale voetbalbond LRAF, is uitsluitend toegankelijk voor clubs uit het departement Rhône en wordt gespeeld volgens een knock-outsysteem. De club wist als beste resultaat in het seizoen 2008/2009 de kwartfinale te bereiken. daarentegen wist het recreantenelftal in het seizoen 2008/09 wel beslag te leggen op de Coupe du Rhône voor recreantenteams. In tegenstelling tot de Coupe de France levert bekerwinst van de Coupe du Rhône echter geen plaatsbewijs op voor de UEFA Europa League.
Het elftal onder de 18 jaar speelt jaarlijks om de prestigieuze Coupe Gambardella, een voetbaltoernooi dat wordt gehouden tussen de jeugdelftallen (tot 18 jaar) van Franse voetbalclubs. De Cup wordt beschouwd als een gelegenheid voor jonge beloften om zich te bewijzen in een nationale competitie. Binnen de voormalige regio Auvergne-Rhône-Alpes wist alleen de jeugd van de grootmacht Olympique Lyonnais het toernooi te winnen. Muroise FC wist in de Coupe Gambardella tijdens de seizoenen 2007/08 en 2008/09 met nodige indruk te komen tot de vierde ronde.
| Competitie        | Beste resultaat | Seizoen          |
| ----------------- | --------------- | ---------------- |
| Coupe de France   | Vierde ronde    | 2017/18          |
| Coupe Gambardella | Zevende ronde   | 2007/08, 2008/09 |
| Coupe du Rhône    | Kwartfinale     | 2008/09          |

## Complexen

### Stade Tony Galan

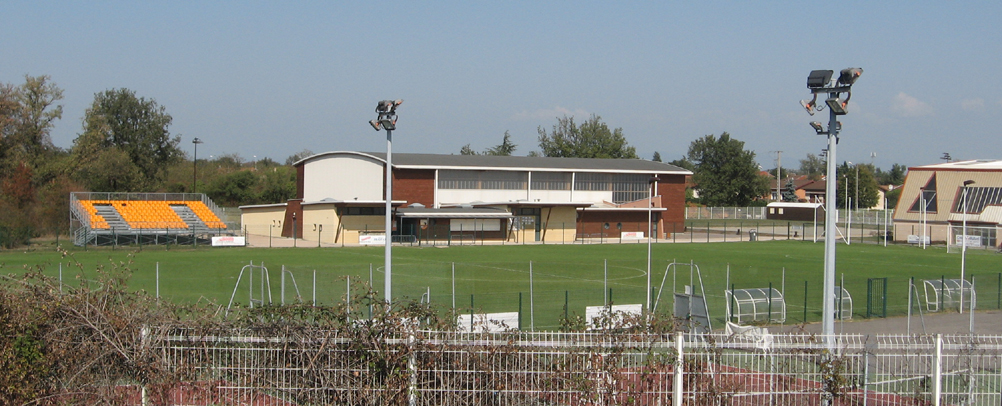
Het Stade Tony Galan, Saint-Bonnet-de-Mure.

Muroise FC speelt zijn thuiswedstrijden in het Stade Tony Galan. Dit stadion is vernoemd naar een voormalige clubpresident. Naast het wedstrijdveld liggen er nog vier normale trainings- en speelvelden: een voor de dames- en seniorenelftallen, een voor de A-jeugd en een laatste voor de overige elftallen. Het complex beschikt over een atletiekbaan en een sporthal voor de futsalafdeling. In het stadion bevinden zich ook een aantal kleedkamers, een sportkantine, een vergaderruimte en het kantoor van de clubpresident. De hoofdtribune heeft een capaciteit van 100 plaatsen, maar langs het veld is nog ruimte voor staanplaatsen.

### Stade José Roman

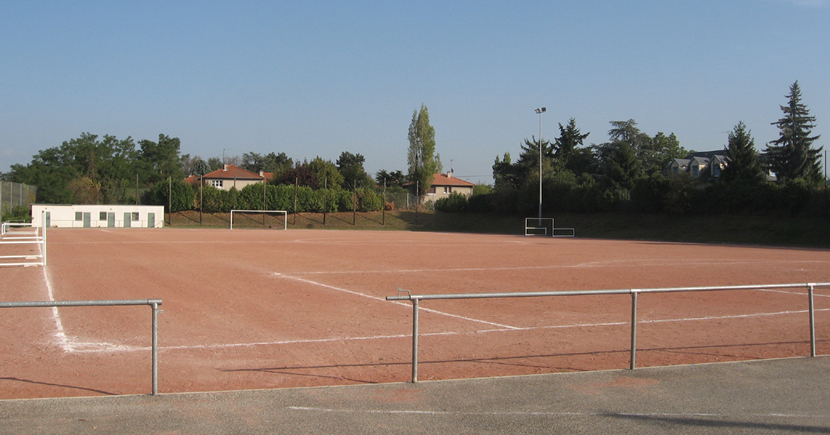
Het Stade José Roman, Saint-Laurent-de-Mure.

In Stade José Roman worden de wedstrijden gespeeld van het autonome recreantenelftal. Het stadion is gelegen in de buurgemeente Saint-Laurent-de-Mure. Het speelveld is voorzien van gravel, een ondergrond die in diverse landen wordt toegepast als gewoon gras door watertekort of hoge kosten niet toereikend zijn. Ondanks de lage onderhoudskosten, wordt verwacht dat in de nabije toekomst het gravel zal worden vervangen voor een kunstgrasveld. Dit omdat de eisen van de FFF steeds strenger worden. Het complex beschikt over kleedkamers en een bescheiden bar, waar de spelers na de trainingen en wedstrijden bijeenkomen.